# Tropidophoxinellus hellenicus
Tropidophoxinellus hellenicus é uma espécie de peixe actinopterígeo da família Cyprinidae.
Apenas pode ser encontrada na Grécia.
Os seus habitats naturais são: rios e lagos de água doce.